# イタワンバ郡 (ミシシッピ州)
イタワンバ郡（英: Itawamba County）は、アメリカ合衆国ミシシッピ州の北東部に位置する郡である。2010年国勢調査での人口は23,401人であり、2000年の22,770人から2.8%増加した。郡庁所在地はフルトン市（人口3,961人）であり、同郡で人口最大の都市でもある。郡名はチカソー族インディアンの酋長リーバイ・コルバート、別名イタワンバに因んで名付けられた。
イタワンバ郡はテューペロ小都市圏に属している。

## 地理
アメリカ合衆国国勢調査局に拠れば、郡域全面積は540.42平方マイル (1399.7 km2)であり、このうち陸地532.31平方マイル (1,378.7 km2)、水域は8.11平方マイル (21.0 km2)で水域率は1.50%である。

### 主要高規格道路
- アメリカ国道78号線
- ミシシッピ州道23号線
- ミシシッピ州道25号線
- ナチェズ・トレイス・パークウェイ

### 隣接する郡
- ティショミンゴ郡 - 北東
- フランクリン郡 (アラバマ州) - 東
- マリオン郡 (アラバマ州) - 南東
- モンロー郡 - 南
- リー郡 - 西
- プレンティス郡 - 北西

### 国立保護地域
- ナチェズ・トレイス・パークウェイ（部分）
- ファーマウンズ（テューペロ近く）、85エーカー (0.34 km²)、中期ウッドランド期の複合墳墓

## 人口動態
以下は2000年の国勢調査による人口統計データである。
| 基礎データ - 人口: 22,770人 - 世帯数: 8,773 世帯 - 家族数: 6,500 家族 - 人口密度: 17人/km2（43人/mi2） - 住居数: 9,804軒 - 住居密度: 7軒/km2（18軒/mi2） 人種別人口構成 - 白人: 92.47% - アフリカン・アメリカン: 6.47% - ネイティブ・アメリカン: 0.14% - アジア人: 0.18% - その他の人種: 0.32% - 混血: 0.42% - ヒスパニック・ラテン系: 0.99% | 年齢別人口構成 - 18歳未満: 24.2% - 18-24歳: 10.6% - 25-44歳: 27.8% - 45-64歳: 23.2% - 65歳以上: 14.2% - 年齢の中央値: 36歳 - 性比（女性100人あたり男性の人口） - 総人口: 94.1 - 18歳以上: 92.5 世帯と家族（対世帯数） - 18歳未満の子供がいる: 33.2% - 結婚・同居している夫婦: 60.3% - 未婚・離婚・死別女性が世帯主: 9.9% - 非家族世帯: 25.9% - 単身世帯: 23.4% - 65歳以上の老人1人暮らし: 11.1% - 平均構成人数 - 世帯: 2.51人 - 家族: 2.95人 | 収入と家計 - 収入の中央値 - 世帯: 31,156米ドル - 家族: 36,793米ドル - 性別 - 男性: 29,231米ドル - 女性: 20,900米ドル - 人口1人あたり収入: 14,956米ドル - 貧困線以下 - 対人口: 14.0% - 対家族数: 10.1% - 18歳未満: 15.7% - 65歳以上: 23.6% |

## 都市と町

### 都市
- フルトン - 郡庁所在地

### 町
- マンタチー
- トレモント

### 未編入の町
| - ビーンズフェリー - バウンズクロスローズ - カロライナ - クレイ - ドージー | - エバーグリーン - フェアビュー - フロッグレベル - カークビル - ピースフルバレー | - ララアビス - ライアンズウェル - サンディスプリングス - ティルデン - ヴァンビューレン |

### 廃村
- イエール
- リーズビル